# Vrhovo pri Mirni Peči
Vrhovo pri Mirni Peči je naselje v Občini Mirna Peč.